# Contrail (singel Namie Amuro)
Contrail – drugi cyfrowy singel Namie Amuro, który został wydany 29 maja 2013 roku.
Teledysk do singla nakręcono w centrum Los Angeles w Kalifornii. 
Piosenka "Contrail" została wykorzystana jako motyw przewodni dramy Marzenia w chmurach.
Balladowa wersja piosenki znalazła się również na albumie Ballada.

## Lista utworów
Digital download
- „Contrail” – 4:13